# Eleutherodactylus oxyrhyncus
Espèce
Synonymes
- Hylodes oxyrhyncus Duméril & Bibron, 1841
- Eleutherodactylus femur-levis Cochran, 1935

Statut de conservation UICN

 CR A3c : 
En danger critique
Eleutherodactylus oxyrhyncus est une espèce d'amphibiens de la famille des Eleutherodactylidae.

## Répartition
Cette espèce est endémique d'Haïti. Elle se rencontre de 333 à 1 212 m d'altitude dans les massifs de la Hotte et de la Selle.

## Publication originale
- Duméril & Bibron, 1841 : Erpétologie générale ou Histoire naturelle complète des reptiles, vol. 8, p. 1-792 (texte intégral).